# ゴシの襲撃
ゴシの襲撃（ゴシのしゅうげき、フランス語：Attentat de Gossi）は、マリ北部紛争中、グルマ＝ラロー圏ゴシにてマリ軍に対して西アフリカのタウヒードと聖戦運動（MUJAO）が行った襲撃。

## 経過
2013年5月10日、3人のイスラム戦闘員は徒歩でバリケードを攻撃する。この襲撃者は自爆するかマリ軍によって殺害されている。損害は過激派3人が死亡し、マリ軍兵士4人が負傷した。当局による公式発表によればイスラム過激派4人が死亡し、襲撃によりマリ軍兵士2人が負傷した。民間人の被害については言明されていない。
同日、メナカに駐留するアフリカ主導マリ国際支援ミッションのニジェール軍部隊が自爆攻撃を受けてニジェール兵1人が死亡している。これにより自爆攻撃者1人が死亡したとみられるが、ニジェール軍は損害について否定している。ニジェール軍筋がフランス通信社に語ったところによると「現地時間の午前5時頃、爆弾を積んだ自動車がメナカ駐留の我が軍の宿営地入り口に突入した。我が軍は自衛行動に出て自爆テロを阻止したが、その際に運転手1人を殺害した。我が軍兵士の損害は出ていない」としている。
5月11日に前ガオ警察本部長アリウネ・トゥーレ（Alioune Touré）によれば、2つの攻撃についてMUJAOは自らのものであると主張している。